# المصطلحات غير العربية في اللهجة السودانية
شو تعني كلمه السودانيه شفتها
تصنيف القبائل العربية جاء من القبائل ذات النسب العربي والتي ليس لها رطانة؛ (ويُعنى بالرطانة: أي لغة غير العربية، وتكون في الأغلب لغة نوبية او لغة البيجا او لغة الفور او لغة الزغاوة او لغة الانقسنا او لغة جبال النوبة ). وتُعتبر - بناءً على ذلك - قبيلة ما عربية، برغم أنّ اللهجة الدارجة بين معظم القبائل العربيّة هي مزيج من اللغة العربية وكلمات تُستخدَم منذ آلاف السنين، بالإضافة إلى أسماء آلهة كوشية عمرها آلاف السنين. وتُتَداول يوميًّا أسماء الآلهة الكوشية، كما تُستخدَم كلمات قد تعود إلى سبعة آلاف أو ثمانية آلاف سنة دون أن يُسأل عن معناها أو كيف تسرّبت إلى اللهجة المحكية في السودان.
و من المعاني كلمة ( اسي ) التي تعني الآن عند السودانيين .

## الكلمات التي ظهرت في اللغة الهيروغليفية

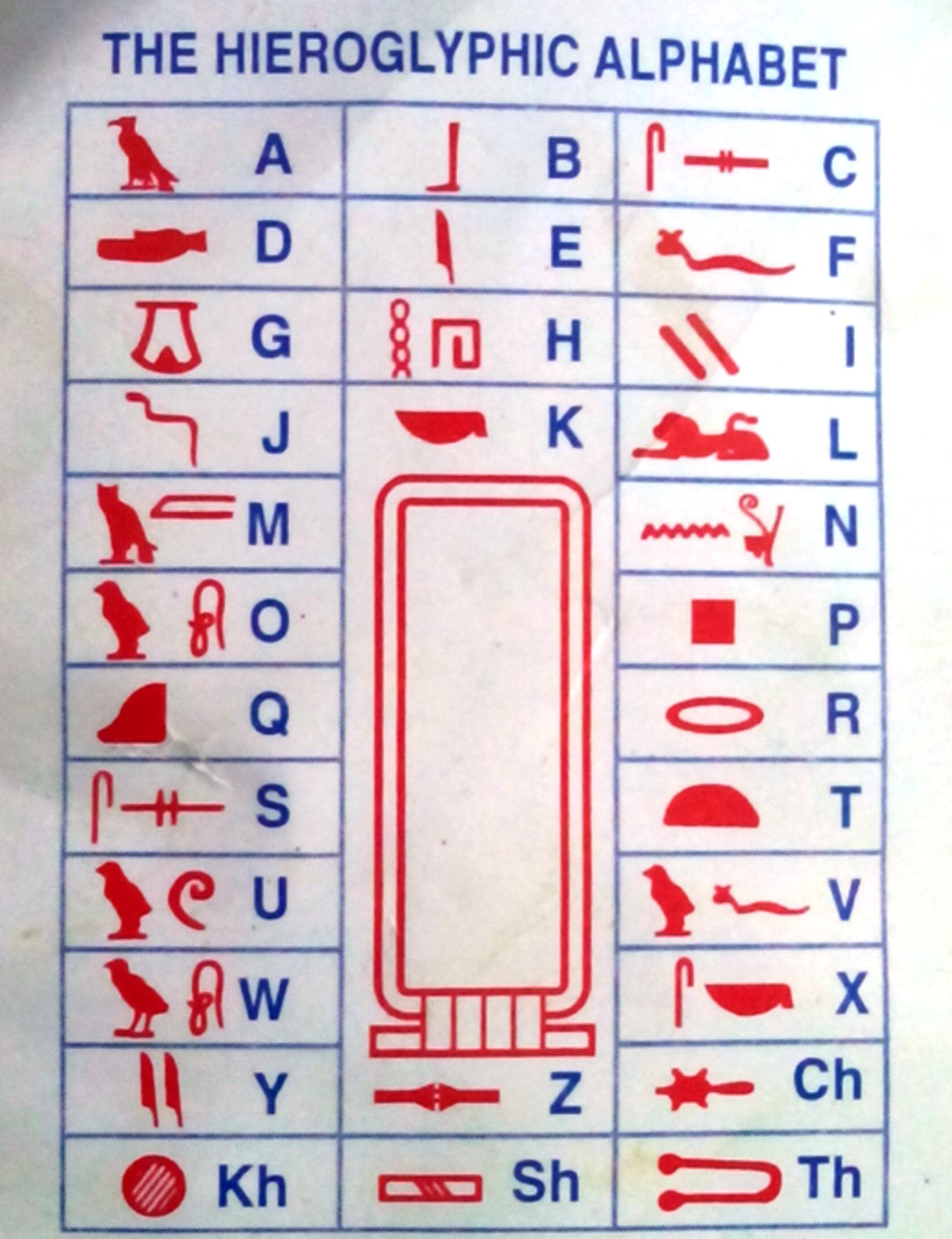
اللغة الهيروغليفية

### سي
كلمة منتشرة بتستخدمها النساء في الافراح (سي يا يابا مثلا). سي: هو الإله التمساح الحامي من الشرور والارواح الشريرة في الديانة الكوشية. والمعنى تحصين صاحب الفرح بالإله سي.

### كُر
بضم الكاف تقال عندما يكح الطفل أو الشخص البالغ، وتقال للشفقة (كر عليك / كر علي) وكر هو إله الأرض مستودع الاجساد الميتة

### بس
بس عليك بكسر الباء تقولها النساء عند الإستياء من قول ما أو فعل ما، وبس هو إله الفسق والفجور لدي قدماء كوش. (يعني يتسلط عليك بس فتصبح ماجنا وفاسقا) ودي طبعا دعوة سيئة بمقاييسهم قبل أربعة أو خمسة الف سنة. والإله بس هو إله في شكل قزم قبيح جدا وبعضو ذكري ضخم جدا.

### دودو
بالعامية السودانية (شليل وينو أكلو الدودو) أغنية لعبة شليل أجيال كتيرة لعبت شليل ولا يوجد شخص سأل ما هو الدودو؟ دودو هو إله الشر في ديانة وادي النيل القديمة

### بورا
الكديسة وهي (القطة) تسمى في العامية السودانية بورا، كان قدماء الكوشيون يعتقدون في أن الإله را (رع) يسكن في القطة الكلمة من مقطعين بو وتعني المسكن ورا وتعني الإله را أو رع والمعني مسكن الإله رع

### بس
بس بكسر الباء أو بسات هو اله بجسد قط وهو الأله حامي البراءة والطفولة وكلمة بس مستخدمة لطرد القط أو إبعاده في عامية أهل السودان.

### وووب
تقال بهذه الطريقة (وووب علي) كانت تقال عند موت عزيز وهي منتشرة في كل السودان. وووب هو كبير الكهنة المختص بتحنيط الموتى لدى قدماء الكوشيين. وتوجد نقوش حجرية توثق لمجموعة من النساء يهلن التراب علي روؤسهن بنفس الطريقة المتبعة في زمننا هذا عند موت عزيز (لاحظ نفس اللفظ ووب مع نفس العادة السائدة قبل الاف السنين).

### واااي
كلمة تقال عند الفزع والخوف الشديد ووردت بنفس المعني في قاموس بيدج (يعني النساء في زمن بعانخي كان بيقولن واي لمن يخافن).

### تقابا
هي نار القرآن المعروفة في الخلاوي والكلمة تتكون من مقطعين تقا أو تكا بمعني النار في الهيروغليفية وبا هي الروح والمعنى نار الروح أو نار الروحانية.
السودانيين خلال الاف السنين انتقلوا من الوثنية الي اليهودية الي المسيحية الي الإسلام. وفي كل دين جديد بيدخلوا بعاداتهم الدينية والدنيوية في الدين القديم بيدخلوا بيها للدين للجديد. وعلي سبيل المثال الاب فانتيني أو القسيس فانتيني جاء للسودان بعد انهيار مملكة المقرة (مملكة دنقلا المسيحية[بحاجة لمصدر]) عام 1517 باحثا عن آثار المقرة المسيحية. وألف كتاب بيتحدث عن عادات مسيحية وجدها عند سكان المقرة حتي بعد دخولهم الإسلام ومنها في الاربعين بياخذوا المولود للنيل ويتم ادخاله في الماء وهذه محاكاة للتعميد في المسيحية المولود بيعمد (يغطس) في الماء المقدس في الاربعين.
وأيضا طباعة الكف بدم الذبيحة علي مدخل البيت من عادات المقرة المسيحية وتستخدم في كرامة الحاج لبيت الله الحرام حتي اليوم وأيضا وضع جريد النخل كشواهد للقبور من عادات مملكة المقرة.
يبدو أن السودانيين بعد دخولهم للإسلام قاموا بأسلمة كثير من عاداتهم المسيحية وواصلوا فيها حتى الآن.
أيضا عادة بذل الطعام في أماكن العبادة كالخلاوي مثلا قديمة بقدم التاريخ.
جبل البركل هو مسكن الإله آمون في عقيدة وادي النيل القديم وكان الحجاج يأتون لجبل البركل[بحاجة لمصدر] من كل أنحاء مصر والسودان. وكان الطعام بيبذل علي طرق المنطقة لياكل منه الحجاج مجانا

### شو
جاء جاري شو. والعربية (أي السيارة) مشت شو. كلمة شو تستخدم للدلالة علي السرعة الخارقة، وشو هو إله الهواء والفضاء (الدافق بقوة والمالئ الفراغ بين الأرض والسماء).

### كعب
كلمة سودانية متفردة، وردت في قاموس بيدج بمعني سئ

### البعاتي
البعاتي شخصية اسطورية شريرة في السودان. با تعني الروح في الهيروغليفية، عاتي أو ااتي تعني العدائي أو الشرير في الهيروغليفية والمعني الروح الشريرة

### جب
جب (chup) بضم الجيم وتنطق كنطق ch، جب عليك، جب هو إله الأرض لدى قدماء الكوشيين، جب عليك تعادل (الله يغطس حجرك) المتداولة.

### الشكية لي أبو ايد قوية
جملة رائجة ومستخدمة، فمن هو أبو يد قوية الذي يجار له بالشكوى، إنه الإله ابادماك[بحاجة لمصدر] الذي تصفه الترنيمة المنقوشة علي معبده في المصورات (إنه رب النقعة ورب المصورات، صاحب تاسيتي ، أسد الجنوب، ذو اليد الباطشة يستجيب لمن يدعوه مستودع الاسرار لا تراه العين، ملاذ الرجال والنساء)

### خم
بضم حرف الخاء (الزول ده خمانا ساكت) بمعنى الاستغفال أو الاستهبال، وردت بنفس المعني في قاموس بيدج (to fool)

### جر
تستخدم لطرد الكلب أو إسكاته وردت في قاموس بيدج بمعني إصمت أو إسكن

### برش
بمعني الاستلقاء ارضا ومنها البرش المعروف لدينا، وردت في الهيروغليفية بنفس المعني (to stretch out)

### زرزر
تقال (زرزرتو حتى اعترف) وهي بمعنى حاصرت الشخص بالاسئلة الصعبة والاتهامات حتى اعترف بما فعل، وردت بنفس المعني في قاموس بيدج

### ودى
(ودي التلفون ده لأبوك)، (ودي صينية الغداء)، بمعني ايصال الشئ، وردت بنفس المعنى بالنص في قاموس بيدج

### خرت
تستعمل للدلالة علي الربح في الالعاب مثل البلي والكوتشينة وأوراق اللعب والعاب القمار. في الهيروغليفية بنفس المعنى.

### بق
بق أو بقة، لوصف شدة الاستضاءة (اللمبة باقة، نورك باقي الليلة)، وردت بنفس المعنى في قاموس بيدج للهيروغليفية

### شن أو شنو
(شن بتقولوا)، معناها ماهو قصدك. الكلمتان بنفس المعنى وردت الكلمتين معا في قاموس بيدج للهبروغليفية بنفس المعنى المستخدم عندنا

### نق
الفعل من نقة بكسر النون، كثرة الكلام المزعج وردت بنفس المعنى من قاموس بيدج للهيروغليفية.

### سيك سيك
(سيك سيك معلق فيك)، الشئ الذي لا فكاك منه، وردت بنفس المعنى في قاموس بيدج.

### صر
مثال (لابس اسود صر) تفيد اكتمال الصفة أو بلوغها الحد الاقصى ووردت في قاموس بيدج بذات المعنى.

### صيص
مثال (الولد ده صيص ساكت)، (التمر ده صيص /سيص) تستعمل لوصف عدم النضوج أو عدم اكتمال النضوج، وردت بنفس المعنى في قاموس بيدج

### كك
مثال (أنت عندك كك في راسك) بمعنى الجنون أو الاختلال، وردت في قاموس بيدج بمعنى الماء الاسود المسبب للجنون والاختلال العقلي إذا تكونت في الدماغ (the dark water)

### حق
الحق معروف لدي النساء لحفظ العطور والريحة وما شابه، ومنها (حقة التمباك) لدي الرجال، وردت في قاموس بيدج بمعنى المستوعب أو الحافظ (box , safe place , chest)

### تف
وردت في قاموس بيدج بمعنى البصق (to spit) (to reject any thing from the body)

### دقش
مثال (انا داقش الخلاء) (الزول ده دقش الصعيد) في عاميتنا بمعنى السير أو الولوج إلى، وردت في الهيروغليفية بذات المعنى
(to walk upon) (to follow a road)

### خبت أو خبيت
بمعني الضرب المبرح في العامية السودانية، وردت بنفس المعنى في قاموس بيدج للهيروغليفية.